# Friedrich von Bodelschwingh der Ältere

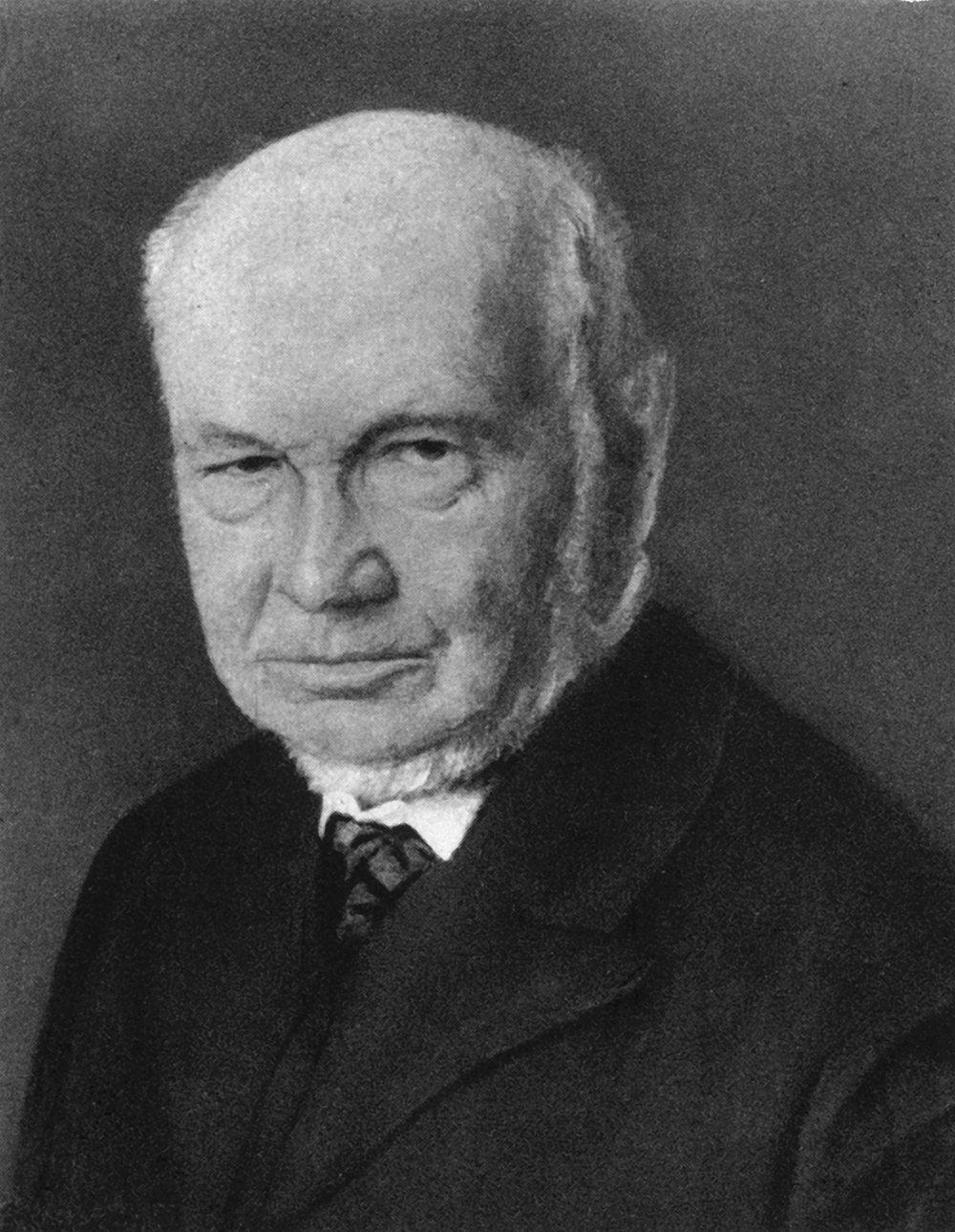
Friedrich von Bodelschwingh um 1900

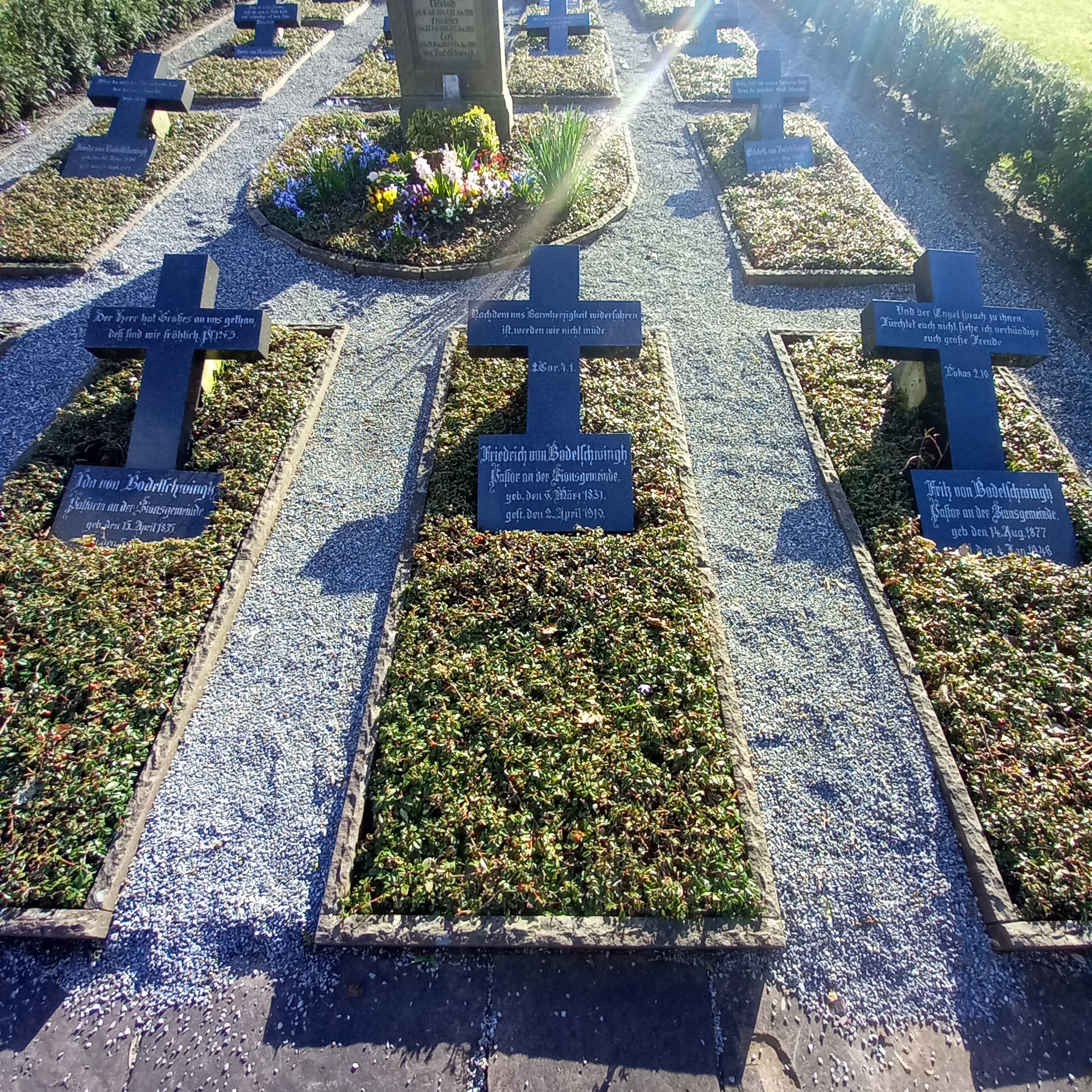
Das Grab von Friedrich von Bodelschwingh dem Älteren im Familiengrab auf dem alten Zionsfriedhof Bethel in Bielefeld

Friedrich Christian Carl von Bodelschwingh, später auch Friedrich von Bodelschwingh der Ältere (* 6. März 1831 in Tecklenburg auf Haus Marck; † 2. April 1910 in Gadderbaum, heute Bielefeld), war evangelischer Pastor und Theologe in Deutschland. Er arbeitete in der Inneren Mission. Nach ihm sind die v. Bodelschwinghschen Stiftungen Bethel in Bielefeld benannt.

## Leben
Er entstammt der alten westfälischen Adelsfamilie Bodelschwingh. Seine Mutter Charlotte war eine geborene von Diest (* 27. November 1793 in Kleve; † 27. Mai 1869 in Dillenburg). Sein Vater Ernst von Bodelschwingh war preußischer Finanzminister. Durch dessen Kontakte zum Haus Hohenzollern wurde Friedrich als Kind zum Spielgefährten des späteren Kaisers Friedrich III. ausgewählt. Bei ihm vermittelte er später für den Bremerhavener Pastor Eberhard Cronemeyer eine Audienz. Kronprinz Friedrich Wilhelm wurde Namensgeber der Moorkolonie in Düring.
Friedrich von Bodelschwingh war in den Jahren 1842 bis 1845 Schüler am Joachimsthalschen Gymnasium, legte aber in Dortmund am Städtischen Gymnasium die Abiturprüfung ab, da sein Vater 1848 als Minister zurückgetreten und die Familie ins westfälische Velmede gezogen war. Er wollte erst Bergmann werden, machte aber von 1849 bis 1851 eine Ausbildung zum Landwirt. Er wurde Verwalter eines modernen Gutshofs in Gramenz, Kreis Neustettin, in Hinterpommern, wo er zum ersten Mal mit der Not der landlosen Bevölkerung konfrontiert wurde. Als Gutsverwalter war er dort bis 1854 tätig.
Sein Wunsch, Menschen zu helfen, wuchs, und er wollte in die Mission gehen. Seine Eltern überredeten ihn jedoch, zunächst Evangelische Theologie zu studieren. Er studierte in Basel, Erlangen und Berlin und wurde 1863 Pastor. In Basel legte er sein erstes theologisches Examen ab, nicht aber das zweite. 1854 trat er als Konkneipant dem Schwizerhüsli Basel bei, das damals zum Wingolf gehörte, daher wird er stellenweise als Wingolfit geführt. In Erlangen schloss er sich der Studentenvereinigung Philadelphia an.
Seine erste Gemeinde war ab 1858 die Evangelische Mission unter den Deutschen in Paris. In der französischen Hauptstadt lebten damals rund 80.000 deutsche Auswanderer, die ihren Lebensunterhalt als Tagelöhner (z. B. als Gassenkehrer) verdienten. Von Bodelschwingh sammelte in Deutschland Spenden zum Bau einer Kirche und einer Schule auf dem Montmartre. In dieser Zeit wurde dem eher biblizistisch-pietistisch geprägten Theologen die hohe Bedeutung des lutherischen Bekenntnisses sowohl für ihn persönlich als auch für die Gemeindearbeit bewusst. Als seine Frau Ida nach der Geburt des ersten Kindes an Wochenbettdepression erkrankte, zog die Familie 1864 auf Anraten der Ärzte zurück nach Deutschland. Von Bodelschwingh nahm eine Pfarrstelle in Dellwig bei Unna an. 1869 starben innerhalb von zwei Wochen seine vier Kinder Ernst (* 7. Februar 1863), Friedrich, Elisabeth und Karl an Diphtherie. Bis 1877 bekam das Paar noch einmal vier Kinder: Wilhelm (* 27. September 1869), Gustav (* 3. November 1872), Frieda (* 20. Februar 1874) und Friedrich (* 14. August 1877). Die Söhne wurden ebenfalls Pfarrer und waren in der Diakonie tätig, die Tochter führte nach dem Tod der Mutter 1894 den Haushalt ihres Vaters und organisierte seine Reisen.

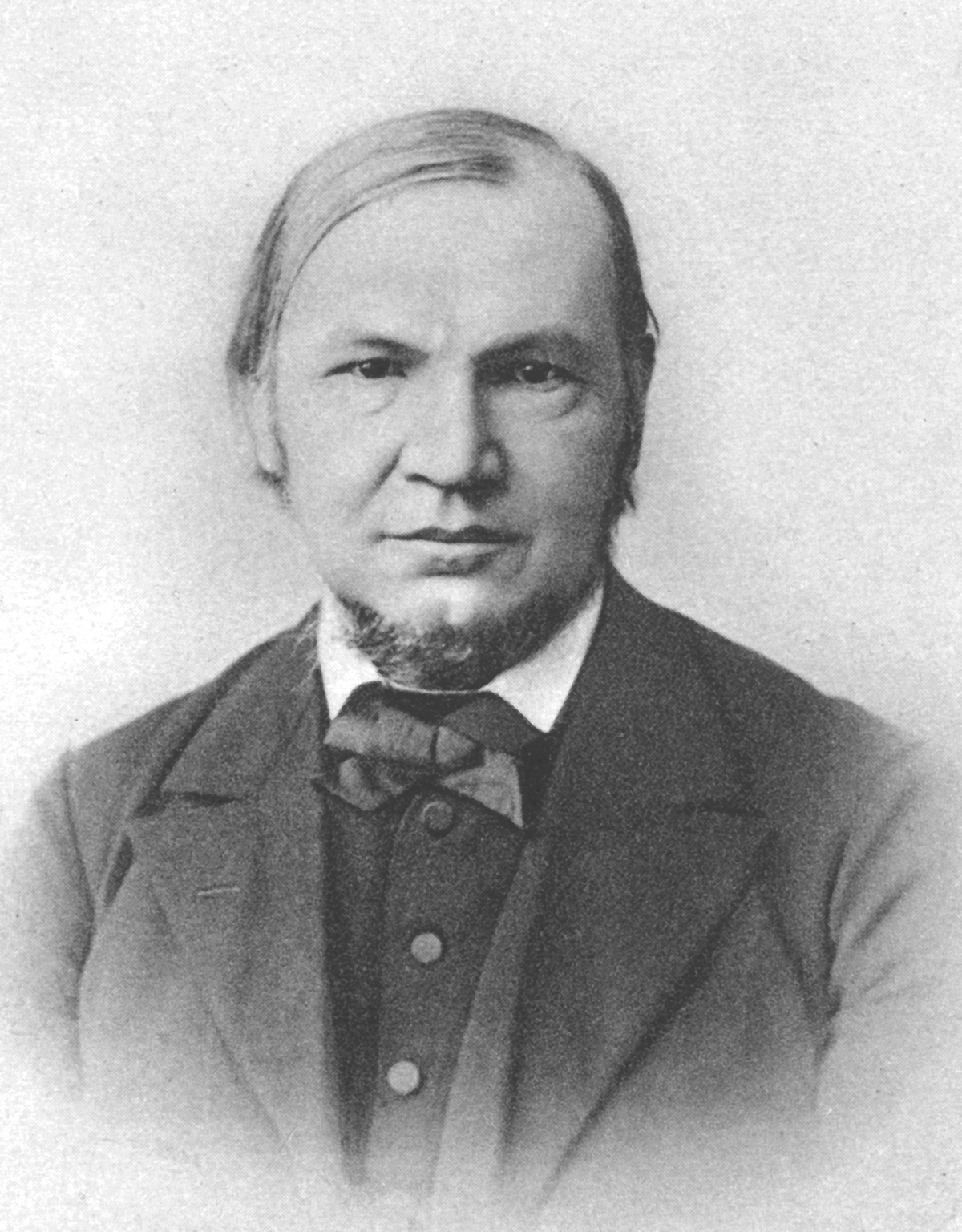
Friedrich von Bodelschwingh um 1870

1872 wurde er Leiter der 1867 gegründeten Evangelischen Heil- und Pflegeanstalt für Epileptische bei Bielefeld. Die von ihm 1874 in Bethel (hebräisch: Haus Gottes) umbenannte Anstalt (inzwischen v. Bodelschwinghsche Stiftungen Bethel) machte er zusammen mit dem Mutterhaus Sarepta und dem Bruderhaus Nazareth zu einer der bedeutendsten Einrichtungen der Inneren Mission. Bodelschwingh nahm sich nicht nur der psychisch Kranken, sondern auch der Brüder von der Landstraße an, für die er nach seinem Motto Arbeit statt Almosen Arbeiterkolonien gründete und als Abgeordneter des preußischen Landtags im Jahr 1907 das Wanderarbeitsstättengesetz durchsetzte. Besonders bekannt wurde die von Pastor Friedrich von Bodelschwingh 1882 im ostwestfälischen Wilhelmsdorf gegründete Arbeiterkolonie. Eine seiner letzten Gründungen im Jahr 1905 lag direkt vor der Haustür Berlins – das 15 km nordöstlich gelegene „Hoffnungstal“ (inzwischen Hoffnungstaler Stiftung Lobetal) – Zufluchtsstätte und Herberge für die Obdachlosen der Metropole. Er war Gründungsmitglied des 1884 ins Leben gerufenen Evangelischen Kirchenbauvereins.
Bodelschwingh verbanden eine Freundschaft sowie gemeinsame kirchliche und politische Ansichten mit Adolf Stoecker, wie aus ihren Briefwechseln zu entnehmen ist. Bereits 1885 warb Bodelschwingh beim Kronprinzen Friedrich vergeblich um Verständnis für Stoeckers Antisemitismus, indem er schrieb, Stoecker kämpfe gegen das „das beste Mark unseres Volkes aussaugende Börsenjudentum“.
1885 wurde durch Pastor von Bodelschwingh in Bielefeld die erste deutsche Bausparkasse, die Bausparkasse für Jedermann, gegründet. In den 1890er Jahren gründete er in Norddorf auf der Nordseeinsel Amrum eine Reihe von Hospizen, in denen Menschen in christlich geprägter Umgebung Urlaub machen konnten. Er gehörte in der 20. Legislaturperiode (1904–1908) dem Preußischen Abgeordnetenhaus an, schloss sich dort aber keiner größeren politischen Gruppierung an und wurde als „bkF“ (bei keiner Fraktion) geführt.
Friedrich von Bodelschwingh erdachte mehrere für seine Zeit ungewöhnliche und kreative Konzepte, um a) an Spenden zu gelangen und b) den Bedürftigen Arbeit zu verschaffen. So gründete er die Brockensammlung, eine Altkleidersammlung, die noch heute existiert; die in der Schweiz noch heute verbreitete Einrichtung des Brockenhauses geht wohl darauf zurück. Die Idee dazu entnahm Bodelschwingh dem Jesus-Wort aus Joh 6,12 : „Sammelt die übrig gebliebenen Brocken, damit nichts verloren geht.“ Bethel-Bewohner fanden und finden so Arbeit beim Sammeln, Sortieren und Ausbessern der Kleidung, die dann verkauft wird. Durch seine guten Beziehungen zu Kirchenleitungen und staatlichen Behörden hatte von Bodelschwingh auch keine Mühe, an Genehmigungen für Kirchenkollekten und Haussammlungen zu kommen. Zu den bekanntesten Einrichtungen gehört die im Jahr 1906 ins Leben gerufene Briefmarkensammelstelle.

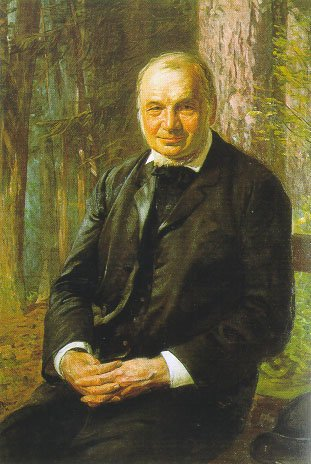
Wilhelm Zimmer: Friedrich von Bodelschwingh der Ältere (1906)

Als er am 2. April 1910 starb, übernahm sein Sohn Friedrich von Bodelschwingh (Pastor Fritz) die Leitung der nunmehr Bodelschwinghschen Anstalten (seit Januar 2010 von Bodelschwinghsche Stiftungen Bethel).

## Ehrungen
Zu Lebzeiten erfuhr Friedrich von Bodelschwingh folgende Ehrungen:
- Roter Adlerorden IV. Klasse (20. September 1866)
- Eisernes Kreuz am weißen Bande (19. Januar 1873)
- Ehrenritter des Johanniterordens (15. Februar 1882), durch Carl von Preußen
- Königlicher Hausorden von Hohenzollern, Ritterkreuz (19. November 1883)
- Dr. theol. h. c. der Universität Halle, „Doctoris S. S. Theologiae Honores et Privilegia“ (28. November 1884)
- Wilhelm-Orden, „mit hervorragenden Verdiensten um die Wohlfahrt … insonderheit auf sozialpolitischem Gebiete verliehen …“ (18. Januar 1896)
- Zentenarmedaille (31. Januar 1898)
- Roter Adlerorden II. Klasse mit Stern (21. September 1905)
- Komturkreuz des Hohenzollerschen Hausordens (29. August 1907)
- Ehrendoktor der Staatswissenschaften (Dr. rer. polit. h. c.) der Universität Münster, „Summos in studio rerum politicarum honores doctorisque gradum iura ac privilegia“ (25. Dezember 1908)

## Rezeption

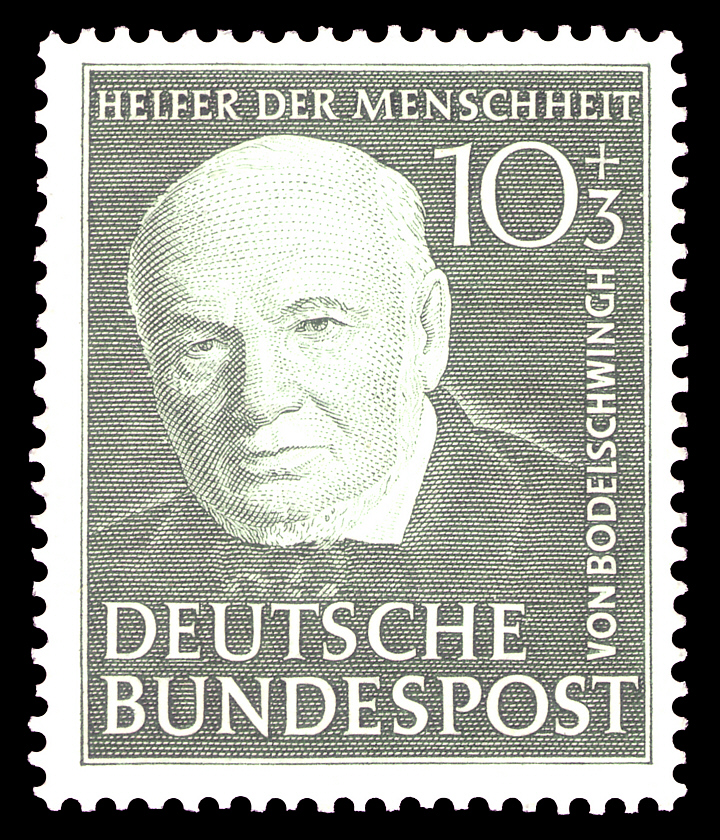
Briefmarke (1951) der Serie Helfer der Menschheit

Aus heutiger Sicht betrieb von Bodelschwingh professionelles Fundraising, indem er sich nicht nur um einige große, sondern um viele kleine Spenden bemühte und indem er versuchte, durch Dankesbriefe eine Beziehung zu den Spendern aufzubauen, um Einmalspender zu dauerhaften Förderern zu machen. Auch betrieb von Bodelschwingh Lobbyismus, um staatliche Förderungen für seine Einrichtungen zu begünstigen. Theodor Heuss nannte von Bodelschwingh daher „den genialsten Bettler, den Deutschland je gesehen hat“.
Die Deutsche Bundespost ehrte Friedrich von Bodelschwingh den Älteren im Jahr 1951 mit einer Wohlfahrtsmarke aus der Serie Helfer der Menschheit.
Im August 2007 gewann Friedrich von Bodelschwingh die von der ostwestfälischen Tageszeitung Neue Westfälische ausgeschriebene Abstimmung „Wahl zum bedeutendsten Bielefelder“ mit 36,1 % der abgegebenen Stimmen und einem deutlichen Vorsprung vor dem Zweitplatzierten, dem Bielefelder Industriellen August Oetker, der auf 25,3 % der abgegebenen Stimmen kam.

## Gedenktag
2. April im Evangelischen Namenkalender.